# Geneviève Fraisse
Geneviève Fraisse (París, 7 de octubre de 1948) es una filósofa francesa del pensamiento feminista.

## Trayectoria
Nació en  Murs Blancs, una comunidad fundada por Emmanuel Mounier en Châtenay-Malabry, en los suburbios de París. Es hija de Paul Fraisse, autor de libros de psicología experimental y de Simone Fraisse (1913-2004) autora de libros sobre Charles Péguy, Ernest Renan, Simone Weil, ambos profesores en la Sorbonne.
En mayo de 1968, era estudiante de primer año de filosofía en la Sorbona. Posteriormente fue cofundadora con un grupo de filósofos y académicos en torno a Jacques Rancière de la revista Les Revoltes Logiques en 1975.
A partir de Mayo del 68  participa con Jacques Rancière, en la creación de una revista  Les révoltes logiques (1975). Autora de numerosas obras, sus trabajos tratan de la historia de la controversia de los sexos desde el punto de vista epistemológico y político. Sus investigaciones la han llevado a conceptualizar el servicio doméstico, la democracia exclusiva, la razón de las mujeres, los dos gobiernos. La complejidad de la reflexión sobre los sexos la condujo a trabajar estrechamente con historiadoras, en particular para la síntesis de la Historia de las mujeres en Occidente.
Geneviève Fraisse ha sido delegada interministerial por los derechos de las mujeres de 1997 a 1998 y diputada al Parlamento Europeo desde 1999 a 2004, como miembro independiente de la izquierda unitaria europea.

## Publicaciones
- Femmes toutes mains, Essai sur le service domestique, Seuil, 1979 ; nouvelle édition augmentée : Service ou servitude, Essai sur les femmes toutes mains, Le Bord de l'eau, 2009
- Clémence Royer, philosophe et femme de science, La Découverte, 1985, réédition 2002
- Muse de la raison, Démocratie et exclusion des femmes en France, Alinea 1989, Folio Gallimard, 1995, 2017
- Histoire des femmes en Occident. Vol. IV, xixe siècle, co-édité avec Michelle Perrot, sous la direction de Georges Duby et Michelle Perrot, Plon, 1991, Tempus, 2002
- La Raison des femmes, Plon, 1992, partiellement repris dans Les Femmes et leur histoire
- La Différence des sexes, PUF, 1996, repris dans À côté du genre : sexe et philosophie de l'égalité
- Les Femmes et leur histoire, Folio Gallimard, 1998, 2019, reprise partielle de La Raison des femmes, et autres textes
- Deux femmes au royaume des hommes, avec Roselyne Bachelot-Narquin et la collaboration de Ghislaine Ottenheimer, Hachette Littérature, 1999
- La Controverse des sexes, PUF, 2001, repris dans À côté du genre : sexe et philosophie de l'égalité
- Les Deux Gouvernements : la famille et la cité, Folio Gallimard, 2000, 2019
- Le Mélange des sexes, Gallimard jeunesse, 2006
- Du consentement, Seuil, 2007, édition augmentée d'un épilogue, "Et le refus de consentir ?", 2017
- Le Privilège de Simone de Beauvoir, Actes Sud, 2008 ; édition augmentée Folio Gallimard, 2018
- L’Europe des idées suivi de Touriste en démocratie : chronique d'une élue du Parlement européen, 1999-2004 (avec Christine Guedj), L’Harmattan/France Culture, 2008, 353 p.
- À côté du genre : sexe et philosophie de l'égalité, Le Bord de l'eau, 2010, reprise de La Différence des sexes, La Controverse des sexes et autres textes
- La Fabrique du féminisme : textes et entretiens, Le Passager clandestin, 2012, édition de poche 2018
- Les Excès du genre, concept, image, nudité, Lignes, 2014, édition augmentée, Seuil, 2019
- La Sexuation du monde, Réflexions sur l'émancipation, Presses de Sciences Po, 2016[6]
- La Suite de l'Histoire, actrices, créatrices, Seuil, 2019
- Féminisme et philosophie, Folio Gallimard, 2020

## Obras traducidas
- Musa de la razón: la democracia excluyente y la diferencia de los sexos, Madrid, Col. Feminismos, ed.  Cátedra, 1991, 220p.
- La diferencia de los sexos, Buenos Aires, Ediciones Manantial, 1996, 148p.
- La controversia de los sexos,  Madrid, Minerva ediciones, 2002, 252p.
- Los dos gobiernos: la familia y la ciudad, Madrid,  Col. Feminismos, ed.  Cátedra  2003, 167p.
- La guerra de los sexos: ¿juntos o separados? Barcelona, Oniro, 2008, 80p.
- Desnuda está la filosofía, Buenos Aires, Leviatán, 2008, 63p.
- El privilegio de Simone de Beauvoir, Buenos Aires, Leviatán, 2010, 128p.[7]
- Del consentimiento, Santiago de Chile, Palinodia, 2011, 109p.
- Del consentimiento, México, El Colegio de México, 2012, 113p.
- Los excesos del género,  de próxima aparición en la Col. Feminsmos  de la  Editorial Cátedra.[8]

## En colaboración
- Opinions de femmes, de la veille au lendemain de la Révolution française (Marie Armande Jeanne Gacon-Dufour, Olympe de Gouges, Constance de Salm, Albertine Clément-Hémery, Fanny Raoul), édition et présentation, Côté-Femmes, 1989.
- Histoire des femmes en Occident, volume IV : XIXe siècle, colección dirigida por Georges Duby et Michelle Perrot, Plon, 1991.
- Historia de las mujeres en Occidente, Vol. 4: El siglo XIX, dir. con Michelle Perrot, en Historia de las mujeres en Occidente dirigida por Georges Duby y Michelle Perrot, Madrid, Taurus, 1993, 710p.
- Deux femmes au royaume des hommes, con Roselyne Bachelot-Narquin y la colaboración de Ghislaine Ottenheimer, Hachette Littérature, 1999.